# Aéroport de Foumban Nkounja (Koutaba)
L’aéroport militaire de Koutaba (code IATA : FOB/KOB • code OACI : FKKM) est situé dans la région de l'Ouest du Cameroun.